# Championnats d'Europe de course en montagne 2004
Navigation
2003 2005
Les championnats d'Europe de course en montagne 2004 sont une compétition de course en montagne qui s'est déroulée le 4 juillet 2004 à Korbielów en Pologne. Il s'agit de la dixième édition de l'épreuve.

## Résultats
La course masculine se dispute sur un parcours comprenant trois boucles d'environ trois kilomètres. Il mesure 10,3 km pour 840 m de dénivelé. Le multiple champion du monde Marco De Gasperi parvient à conjurer le sort pour remporter enfin le titre européen. Il devance l'Autrichien Florian Heinzle et son compatriote Marco Gaiardo. Le Britannique John Brown s'ouvre la tête peu avant le départ. Il reçoit des traitements d'urgence et insiste pour prendre le départ afin de permettre au Royaume-Uni de figurer au classement par équipes, car ils ne sont que trois coureurs présents. Le départ est retardé de 5 minutes. Il termine à la 13e place, permettant ainsi à son équipe de se classer deuxième derrière l'Italie. La Suisse complète le podium.
La course féminine se déroule sur un parcours de deux boucles. Il mesure 7,2 km pour 600 m de dénivelé. La Tchèque Anna Pichrtová est la grande favorite et assume ce rôle en terminant avec une marge d'une minute trente sur l'Autrichienne Andrea Mayr. Le podium est complété par l'Italienne Rosita Rota Gelpi. L'Italie remporte le classement par équipes devant l'Autriche et le Royaume-Uni.

### Individuels
| Rang               | Athlète           | Pays     | Temps       |
| ------------------ | ----------------- | -------- | ----------- |
| Médaille d'or      | Marco De Gasperi  | Italie   | 44 min 6 s  |
| Médaille d'argent  | Florian Heinzle   | Autriche | 45 min 5 s  |
| Médaille de bronze | Marco Gaiardo     | Italie   | 45 min 10 s |
| 4                  | Robert Krupička   | Tchéquie | 45 min 17 s |
| 5                  | Selahattin Selçuk | Turquie  | 45 min 56 s |
| 6                  | Alessio Rinaldi   | Italie   | 46 min 1 s  |
| 7                  | Raymond Fontaine  | France   | 46 min 7 s  |
| 8                  | Alexis Gex-Fabry  | Suisse   | 46 min 10 s |

| Rang               | Athlète              | Pays        | Temps       |
| ------------------ | -------------------- | ----------- | ----------- |
| Médaille d'or      | Anna Pichrtová       | Tchéquie    | 34 min 50 s |
| Médaille d'argent  | Andrea Mayr          | Autriche    | 36 min 27 s |
| Médaille de bronze | Rosita Rota Gelpi    | Italie      | 36 min 43 s |
| 4                  | Isabelle Guillot     | France      | 36 min 56 s |
| 5                  | Izabela Zatorska     | Pologne     | 37 min 6 s  |
| 6                  | Tracey Brindley      | Royaume-Uni | 37 min 37 s |
| 7                  | Antonella Confortola | Italie      | 37 min 44 s |
| 8                  | Flavia Gaviglio      | Italie      | 38 min 18 s |

### Équipes
| Rang               | Pays                                                                                       | Points |
| ------------------ | ------------------------------------------------------------------------------------------ | ------ |
| Médaille d'or      | Italie Marco De Gasperi (1er) Marco Gaiardo (3e) Alessio Rinaldi (6e) Davide Chicco (10e)  | 10     |
| Médaille d'argent  | Royaume-Uni John Brown (13e) Andi Jones (16e) Tim Davies (20e)                             | 49     |
| Médaille de bronze | Suisse Alexis Gex-Fabry (8e) Tarcis Ançay (21e) Sébastien Epiney (22e) Stéphane Joly (45e) | 51     |

| Rang               | Pays                                                                                          | Points |
| ------------------ | --------------------------------------------------------------------------------------------- | ------ |
| Médaille d'or      | Italie Rosita Rota Gelpi (3e) Antonella Confortola (7e) Flavia Gaviglio (8e) Elena Riva (18e) | 18     |
| Médaille d'argent  | Autriche Andrea Mayr (2e) Patrizia Rausch (13e) Sandra Baumann (16e) Petra Summer (35e)       | 31     |
| Médaille de bronze | Royaume-Uni Tracey Brindley (6e) Lyn Wilson (10e) Jackie Hargreaves (21e) Natalie White (50e) | 37     |